# Bordoll
Bordoll, també anomenat a l'edat mitjana Bardoll, (oficialment Bourdouil amb grafia francesa) és un antic vilatge nord-català, a 1.033 metres d'altitud, en el terme de l'actual comuna d'Orellà, a la comarca del Conflent.
L'antic poble de Bordoll, ara reduït pràcticament a una sola construcció rural, és a l'extrem occidental del terme cap a la meitat del terç septenttrional del terme, molt a prop al sud-est de Ralleu i al nord-est d'Aiguatèbia, en el vessant nord-oest del Llomet. Hi passa la carretera D - 4 (Oleta - Matamala). Hi havia hagut diverses fargues, ara quasi totes desaparegudes, i el priorat de Santa Coloma de Bordoll, actualment en ruïnes.

## Història
El seu nom apareix esmentat el 957, com a Villa Bardolio o Bardolio; el 1019 es documenta com a Bardol; trobem també la denominació Pardoll (any 1046), Bardoyl (any 1313), Bordoll (any 1358) i Bordull (any 1438).
Apareix en una acta de donació del 1046, que indica que Bardol és el poble que limita amb Aiguatèbia pel nord. El nom podria ser una derivació del nom propi germànic "Bardolius". Els senyors de Ralleu havien tingut propietats a Bordoll, encara que el 1440, com altres pobles veïns, la vila era propietat de Sant Martí del Canigó.
L'església de Santa Coloma de Bardoll, citada el 1231, havia pertangut a la parròquia de Santa Cecília de Celrà fins que la seu parroquial es traslladà a Santa Maria d'Orellà. El 1378 s'hi registren 120 habitants, però el 1440 ja havia minvat la població.